# Fiat Moretti Sportiva
Fiat Moretti Sportiva – samochód coupé produkowany przez Moretti Motor Company na bazie Fiata 850 w latach 1967-1971. Jego konstrukcja opierała się na silniku i podwoziu Fiata 850 Coupe.

## Historia

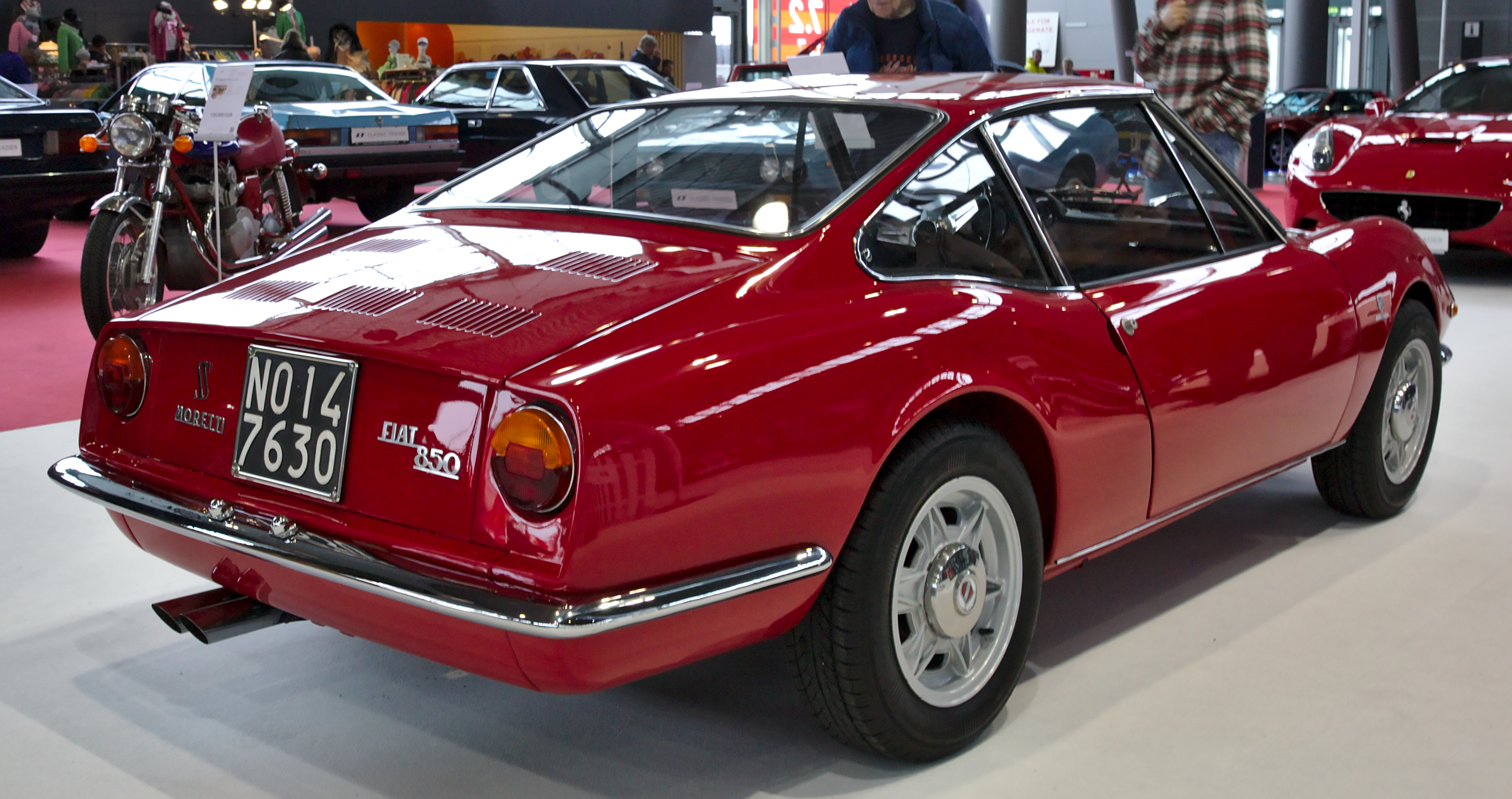
Tył samochodu

Samochód został zaprezentowany w 1965 roku na Turin Motor Show, był ostatnim samochodem Moretti, który można było dostosować do własnych potrzeb w sposób wykraczający poza wyborem kolorów siedzeń. W zależności od upodobań nabywcy, można było uzyskać prestiżowe jak na tamte czasy elementy wykończenia i wyposażenia. Początkowo Sportiva był oferowany tylko jako dwumiejscowe coupé, lecz później był dostępny także jako kabriolet.

## Specyfikacja

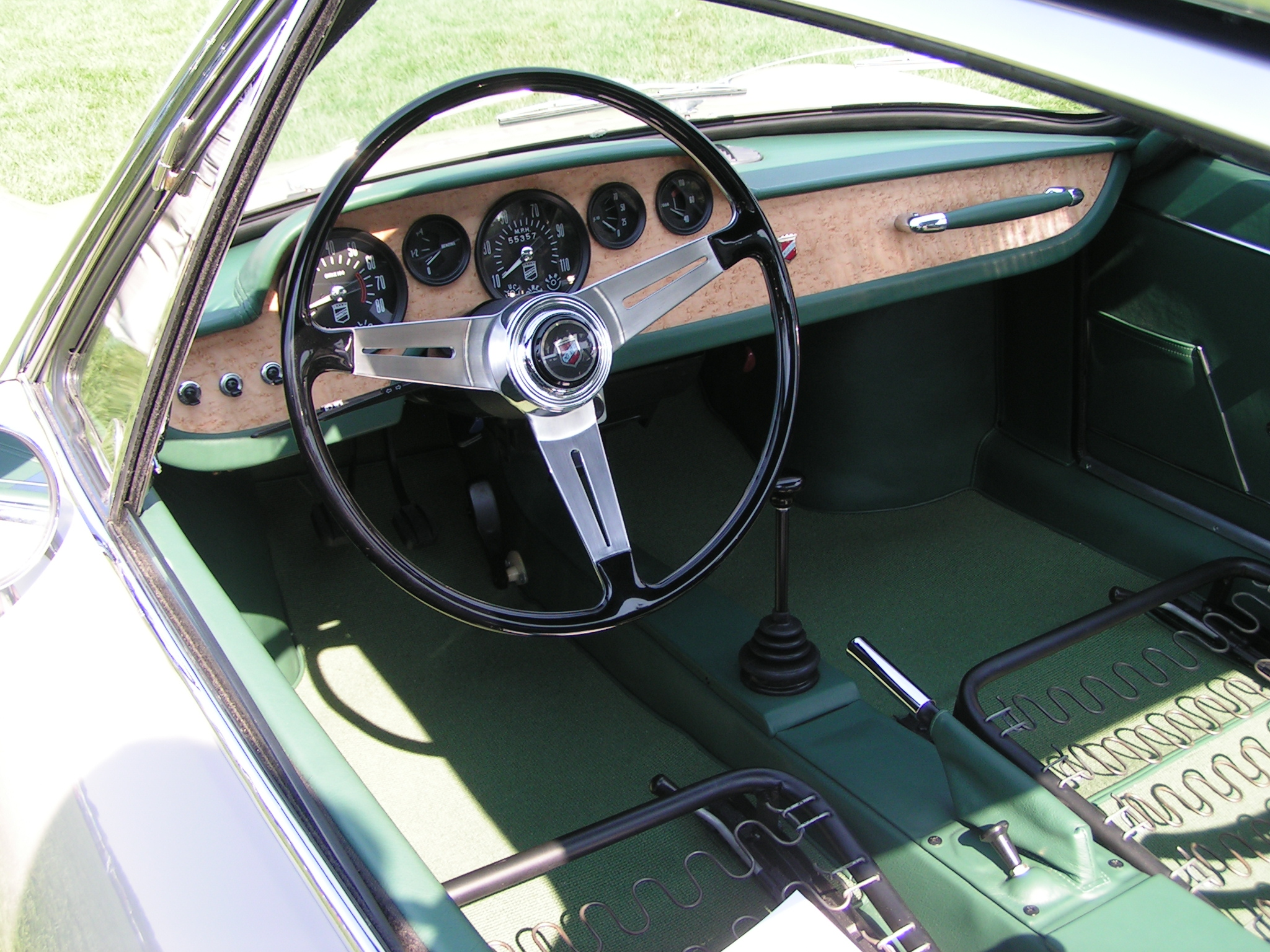
Wnętrze samochodu

Początkowo Sportiva była oferowana z silnikiem o pojemności 850 cm3, który generował moc około 47 KM (35 kW) przy 6000 obr./min Standardowy silnik został później powiększony do 982 cm3. Ze względu na profil aerodynamiczny konieczne było zamontowanie koła zapasowego poziomo w przedniej części bagażnika, co zajmowało go w całości. Dlatego projektanci musieli stworzyć przestrzeń bagażową, wykonaną ze sztywnego materiału, pomiędzy siedzeniami a przestrzenią silnikową. Brak tylnych siedzeń nie został doceniony przez nabywców i w kolejnym roku Moretti wprowadziło na rynek czteromiejscowy model S4.

## Produkcja
Wyprodukowano około 300 egzemplarzy modelu  w różnych wersjach (około 52 egzemplarzy modelu Moretti Sportiva S2). Cena podstawowa Moretti Sportiva w 1967 r. wynosiła 1 095 000 Lirów, a po personalizacji mogła wzrosnąć do prawie dwóch milionów Lirów. Dla porównania, bardziej luksusowy i nowoczesny Fiat 124 w tym samym roku miał cenę katalogową 1 035 000 Lirów.